# (Don't Go Back To) Rockville
«(Don't Go Back To) Rockville» es una canción de la banda estadounidense R.E.M., perteneciente a su álbum de 1984 Reckoning. La canción, que tiene una fuerte influencia country, fue escrita por el bajista de la banda Mike Mills para su novia, quien se iba a vivir a Rockville, Maryland. A pesar de no haber logrado éxito comercial en los rankings, fue colocada en la compilación And I Feel Fine... The Best of the I.R.S. Years 1982–1987, como quinta canción del álbum.

## Canciones

### Reino Unido (Vinilo de 7")
9:01
1. «(Don't Go Back To) Rockville»
2. «Wolves, Lower»

### Estados Unidos (Vinilo de 7")
7:56
1. «(Don't Go Back To) Rockville»
2. «Catapult» (en vivo)

### Reino Unido y Holanda (Vinilo de 12")
12:03
1. «(Don't Go Back To) Rockville»
2. «Wolves, Lower»
3. «9-9» (en vivo)
- Datos: Q2307284